# Parc Olímpic de Sydney
El Parc Olímpic de Sydney (en anglès: Sydney Olympic Park) és un parc de 640 hectàrees situat al suburbi de Homebush Bay de la ciutat de Sydney (Austràlia) que compta amb un bon nombre d'instal·lacions esportives.
Fou construït per a la realització dels Jocs Olímpics d'Estiu del 2000, realitzats a Sydney, i des d'aquell moment acull la majoria d'esdeveniments esportius i culturals de la ciutat. A més d'acollir les competicions d'atletisme i natació durant la realització dels Jocs dins del seu recinte acollí la vila olímpica que allotjà els diversos comitès nacionals que participaren en els Jocs.
Dins de la seva àrea perimetral podem trobar l'ANZ Stadium, que acull la majoria de competicions nacionals i internacionals de rugbi a 13 o futbol australià disputats a Austràlia; el Centre Aquàtic Internacional de Sydney que acull proves de natació; el Sydney SuperDome i The Dome, que acullen competicions de bàsquet, gimnàstica, handbol i voleibol, o el NSW Tennis Centre, que acull competicions de tennis.
La gestió del complex esportiu fou realitzada fins al 1995 per la Homebush Bay Development Corporation, i a partir de la nominació olímpica de la ciutat per l'Autoritat coordinadora dels Jocs, passant l'any 2001 la gestió a mans de la Sydney Olympic Park Authority.